# Благодійний фонд «Зміцнення громад»
Благодійний фонд «Зміцнення громад» – це українська благодійна організація, член правління Українського форуму благодійників, асоційований член Громадської 
Ради при Міністерстві аграрної політики та продовольства України. Від початку існування фонду його очолює Василик Тетяна Павлівна.

## Місія
Місія Благодійного фонду «Зміцнення громад» – сприяння комплексному розвитку територіальних громад та інститутів громадянського суспільства як рушіїв місцевої демократії шляхом активізації та координації зусиль влади, бізнесу та самих громад.

## Цінності
Прозорість – організація веде свою діяльність відкрито: прозорі процедури і конкурсні механізми надання допомоги, доступні для публічного ознайомлення фінансова звітність і звіти про діяльність Фонду.
Етичність – дотримання етичних норм та стандартів благодійної діяльності: усвідомлення суспільної важливості діяльності Фонду і етичне ставлення до її виконання.
Професіоналізм – постійний професійний розвиток працівників для найкращої реалізації місії Фонду.
Лояльність – працівники поділяють цінності організації і особисто залучені в діяльність Фонду.
Партнерство – побудова партнерських відносин з організаціями громадянського суспільства та місцевими громадами для ефективного вирішення соціальних проблем в суспільстві.

## Історія
Благодійний фонд «Зміцнення громад» був заснований у 2010 році в м. Шепетівка Хмельницької області як «Хмельницький регіональний благодійний фонд». Того ж року було підписано договір із аграрною корпорацією «Сварог Вест Груп» про спільну реалізацію програми соціальних інвестицій для територіальних громад «З людьми і для людей», а також розпочато програму «Сімейний затишок для сироти».
У 2011 році БФ «Зміцнення громад» налагодив співпрацю з голландським християнським фондом «Oekroe» та Міжнародним фондом «Відродження». Розпочато реалізацію  програм «Співпраця заради дітей», «Зміцнення громад через відродження колективів художньої самодіяльності на селі».У цьому ж році фонд здобув перемогу у Всеукраїнському конкурсі «Благодійник року-2011» в номінації «Корпоративний Благодійний фонд».
У 2012 році БФ «Зміцнення громад» розширив територію діяльності на Житомирську та Рівненську області.В особі голови наглядової ради фонду Гордійчука Андрія Андрійовича здобув членство у Громадській раді при Міністерстві аграрної політики та продовольства України.У цьому ж році БФ «Зміцнення громад» очолив Національний рейтинг благодійників у категорії від 1 до 10 млн грн.
У 2013 році БФ «Зміцнення громад» став офіційним членом Українського форуму благодійників.Налагодив партнерство із Міжконфесійним фондом Stichting Werkgroep «De Ruyter» (Нідерланди). Також фонд очолив Національний рейтинг благодійників у номінаціях «Обсяг благодійного бюджету» та «Підтримка сфери науки і освіти».
У 2014 році фонд став членом правління Українського форуму благодійників. Отримав статус волонтерської організації. Розпочав роботу як оператор Української біржі благодійності.Здобув перемогу у Всеукраїнському конкурсі річних звітів організацій громадянського суспільства,. Директор БФ «Зміцнення громад» Тетяна Василик здобула титул «Людина року» у номінації «Меценат року».
У 2015 році БФ «Зміцнення громад» очолив Національний рейтинг благодійників у категорії «Обсяги витрат на благодійність від 1 млн грн до 10 млн грн» та здобув перемогу у трьох номінаціях: «Кількість залучених волонтерів у 2014 році», «Витрати у сфері науки та освіти» і «Витрати у сфері мистецтва та культури». Спільно з сільськогосподарською корпорацією «Сварог Вест Груп» та Громадським рухом «НЕП» заснували  Перший національний аграрний кооператив, діяльність якого націлена на створення робочих місць у селі. У цьому ж році зусиллями фонду та ПДМШ ім. М. Пирогова було реалізовано проект «У ритмі серця», який увійшов у Книгу рекордів України як наймасштабніший. Окрім того, БФ «Зміцнення громад» розпочав співпрацю із Корпусом Миру США у напрямку розвитку територіальних громад і налагодив партнерські зв’язки з Урядом Угорщини.

## Діяльність
Із 2014 року Благодійний фонд «Зміцнення громад» працює у п’яти основних напрямках:
- Дослідження проблем громад;
- Навчально-методична допомога;
- Грантова підтримка територіальних громад;
- Гуманітарна допомога;
- Правова допомога.

Дослідження проблем громад здійснюється шляхом проведення зустрічей, опитувань та анкетувань, аналізу звернень представників територіальних громад, напрацювань баз даних з інформацією про окремі громади, їх потреби та побудови стратегії розвитку громади. Так, у 2015 році проведено 2 350 зустрічей, проаналізовано 3 675 звернень, напрацьовано 5 баз даних та побудовано 336 стратегій розвитку громад.
Навчально-методичну допомогу Фонд реалізовує за допомогою інформування громад про можливості навчання та розвитку, індивідуальних та колективних консультацій представників територіальних громад, навчання фандрейзингу та розробки механізмів реалізації соціальних проектів. У 2015 році громади були проінформовані про 336 можливостей навчання. З активом проведено 4 971 консультацій, 70 навчань фандрейзингу та розроблено 1 834 механізми соціальних проектів.
Грантову підтримку територіальних громад Благодійний фонд «Зміцнення громад» здійснює у сферах освіти, культури, медицини, спорту, духовності та благоустрою, підтримки військових, а також адресної допомоги.
- Освіта – забезпечення загальноосвітніх шкіл та дошкільних навчальних закладів спортивним інвентарем та підручними матеріалами, проведення ремонтних робіт в приміщеннях, забезпечення оргтехнікою, підключення до мережі Інтернет. Реалізація стипендіальних програм стимулює підвищення рівня викладання. У 2015 році у сферу освіти Фонд залучив понад 6 млн грн.
- Духовність – ремонт та реконструкція, будівництво і благоустрій церковних споруд, співорганізація літніх таборів при церковних установах, співорганізація та фінансова підтримка походів до священних місць, придбання духовного приладдя (ікон, хрестів тощо), а також благоустрій кладовищ і святих місць. У 2015 році у сферу духовності Фонд залучив понад 4,5 млн грн.
- Культура – проведення поточних та капітальних ремонтів приміщень в сільських будинках культури, закупівля комп’ютерної техніки, мультимедійного та музичного обладнання, сценічних костюмів учасникам художніх колективів, фінансова допомога в проведенні культурно-масових заходів. У 2015 році у сферу культури Фонд залучив понад 630 тис. грн.
- Медицина – ремонт та реконструкція приміщень медичних закладів, забезпечення установ медичним обладнанням, придбання спеціалізованого транспорту, підтримка відповідальних, ініціативних медичних працівників, забезпечення медичних установ сучасною оргтехнікою. У 2015 році у сферу медицини Фонд залучив майже 7 млн. грн.
- Адресна допомога – виділення коштів на дороговартісне лікування важкохворих людей, допомога сім’ям, постраждалим внаслідок надзвичайних ситуацій, багатодітним та малозабезпеченим сім’ям, що знаходяться у складних життєвих обставинах, підтримка ветеранів та інвалідів ВВВ, людей з особливими потребами та людей похилого віку. За результатами 2015 року Фонд залучив більше 965 тис. грн на лікування, понад 250 тис. грн на допомогу людям з особливими потребами, 218 тис. грн на підтримку багатодітних та малозабезпечених сімей та понад 1 млн грн для підтримки представників територіальних громад у скрутні моменти життя.
- Спорт – забезпечення команд та закладів спортивним інвентарем і формою, організація спортивних змагань, фінансова підтримка учасників районних, всеукраїнських та міжнародних спортивних змагань, ремонт спортивних залів, відзначення ініціативних, талановитих та активних представників спортивної сфери, облаштування спортивно-ігрових майданчиків. У 2015 році у сферу спорту Фонд залучив понад 52 тис. грн.
- Підтримка військових – ремонт військової техніки, закупівля спеціалізованого обладнання, одягу та засобів захисту, підтримка сімей загиблих. За час реалізації програми «Народ і армія – єдині» у 2015 році Фонд витратив майже 560 тис. грн на ремонт військової техніки, більше 138 тис. грн. на закупівлю спеціалізованого обладнання, майже 230 тис. грн на закупівлю одягу для військових та засобів захисту, понад 112 тис. грн на підтримку сімей загиблих.

Гуманітарна допомога здійснюється БФ «Зміцнення громад» спільно з міжнародними фондами «De Ruyter» (Нідерланди), «Help for People» (Чехія), «Samaritans Purse» (США). У 2015 році у цьому напрямку залучено майже 249 тис. грн.
Правова допомога передбачає проведення зустрічей, семінарів та тренінгів у сферах цивільних, спадкових, сімейних, земельних, трудових та житлових правовідносин. У 2015 році Фонд провів 123 зустрічі по селах з метою підвищення рівня правової свідомості місцевих жителів, організував 35 семінарів та тренінгів з правових питань, надав 131 юридичну консультацію. 

## Досягнення
2011 – перемога у Всеукраїнському конкурсі «Благодійник року-2011» в номінації «Корпоративний Благодійний фонд». 
2012 – лідер Національного рейтингу благодійників у категорії від 1 до 10 млн грн. 
2013 – очолив Національний рейтинг благодійників у номінаціях «Обсяг благодійного бюджету» та «Підтримка сфери науки і освіти». 
2014 – перемога у Всеукраїнському конкурсі річних звітів організацій громадянського суспільства, директор БФ «Зміцнення громад» Тетяна Василик здобула титул «Людина року» у номінації «Меценат року»
2015 – лідер Національного рейтингу благодійників у категорії «Обсяги витрат на благодійність від 1 млн грн до 10 млн грн» та перемога у трьох номінаціях: «Кількість залучених волонтерів у 2014 році», «Витрати у сфері науки та освіти» і «Витрати у сфері мистецтва та культури».